# Harry Thürk

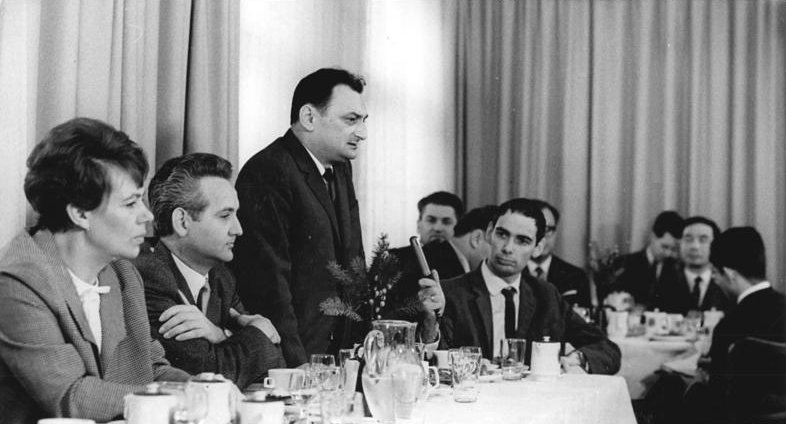
Harry Thürk, Mitte stehend, 1967

Harry Thürk (* als Lothar Rudolf Thürk am 8. März 1927 in Zülz, Oberschlesien; † 24. November 2005 in Weimar) war ein deutscher Schriftsteller. In der DDR war er einer der meistgelesenen deutschen Autoren.

## Leben
1934 zog Thürk mit seiner Familie nach Neustadt O. S. um. Nach dem Besuch der Albert-Leo-Schlageter-Volksschule (1934–40) und der Handelsschule von Neustadt (1940–42) in Oberschlesien wurde er Arbeiter bei der Deutschen Reichsbahn. Im Zweiten Weltkrieg wurde er 1944 zum Fallschirm-Panzer-Korps Hermann Göring eingezogen und erhielt das Eiserne Kreuz. Er kehrte nach Ende des Krieges von der Front in seine Heimat zurück, floh aber von dort schließlich vor den Polen nach Westen und fand in Weimar seine zweite Heimat.
Von 1946 bis 1948 war er hauptberuflicher Funktionär der Freien Deutschen Jugend und trat der SED bei. Nach diversen Gelegenheitsjobs arbeitete er als Journalist für verschiedene Zeitungen und war in den Kriegen in Korea und in Vietnam als Reporter tätig. In Vietnam zog er sich eine schwere Vergiftung mit dem vom US-Militär eingesetzten Herbizid Agent Orange zu, die ihn später ans Bett fesselte.
Zwischen 1956 und 1958 arbeitete Thürk beim Verlag für fremdsprachige Literatur und war Berater der chinesischen Illustrierten China im Bild in Peking. Nach weiteren Ostasienreisen zwischen 1964 und 1980 (u. a. nach Laos, Kambodscha, Vietnam, Korea, China) kehrte er nach Weimar zurück. Dort war er von 1971 bis 1983 Vorsitzender der Bezirksorganisation Erfurt des Schriftstellerverbandes. 1974 heiratete er Renate Stumpf. 1995 trat Thürk aus dem deutschen P.E.N.-Zentrum (Ost) aus. Nach langer Krankheit starb er am 24. November 2005 im Alter von 78 Jahren in Weimar. Er hat ein Grab auf dem Hauptfriedhof.

## Künstlerisches Schaffen
Harry Thürk schrieb insgesamt 60 Bücher, vor allem Romane, Dokumentationen, Reportagen, Krimis und Kinderbücher, sowie 15 Drehbücher. Seine Sujets und seine spannende Erzählweise machten ihn in der DDR bekannt.
Zu seinen bekanntesten Werken zählen die Romane Die Stunde der toten Augen (1957), Amok und Der Gaukler sowie die Dokumentation Pearl Harbor. Die meisten seiner Romane und Dokumentationen sind entweder im südostasiatischen Raum (während des Kampfes gegen die Kolonialherrschaft), in dem sich Thürk viele Jahre aufhielt, oder in seiner Heimat Oberschlesien (kurz vor bzw. während des Zweiten Weltkrieges) angesiedelt. Vor allem in seinen letzten Lebensjahren befasste er sich auch mit dem aktuellen politischen Geschehen im vereinigten Deutschland und in Europa.
In seinen Werken schöpfte Thürk aus seinen Erlebnissen in vier Kriegen sowie seiner Zeit als Journalist in verschiedenen Krisengebieten und kritisierte gesellschaftliche wie politische Aspekte der Gegenwart. Politische und historische Zusammenhänge spannend aufzubereiten und zu erzählen war sein vornehmliches Anliegen:

„Mein Vorbild ist ein Erzähler auf dem orientalischen Basar. Wenn seine Geschichten gut sind, sitzt eine ganze Traube von Menschen um ihn herum. Wenn er schlecht ist, hört ihm keiner zu. Ich möchte unterhalten.“

## Politische Einstellungen
Harry Thürk befürwortete in seinem Werk und seinem öffentlichen Auftreten die Politik der DDR ohne Einschränkungen. Seine spannenden Bücher und Filmstoffe beinhalteten oft die Unterstützung des Kampfes für eine sozialistische Gesellschaft und die „Entlarvung der Machenschaften von imperialistischen Akteuren“. Sein Roman Der Gaukler von 1978 sollte der Diffamierung von Alexander Solschenizyn dienen, der mit seinem Buch Archipel Gulag über Straflager das Ansehen der Sowjetunion erheblich beschädigt hatte.
Thürk befürwortete auch die Ausbürgerung von Wolf Biermann 1976.
Auch nach 1990 waren keine grundsätzlichen Änderungen seines Weltbildes erkennbar, lediglich den Stoff des Gauklers bedauerte er etwas.
Harry Thürk benutzte für einige seiner Bücher Insiderkenntnisse des Ministeriums für Staatssicherheit und des sowjetischen Geheimdienstes; eine aktive Tätigkeit dort ist aber nicht bekannt.

## Würdigungen und Kritiken

### Würdigungen
Von Harry Thürk wurden in der DDR und in Deutschland nach 1990 etwa 3 Millionen Bücher verkauft, dazu gab es Übersetzungen in 13 Sprachen mit weiteren 2 Millionen Exemplaren. Damit war er einer der meistverkauften deutschen Nachkriegsautoren. Viele Exemplare wurden von offiziellen DDR-Organen wie Betrieben, Parteien, gesellschaftlichen Organisationen, Armee usw. für ihre Bibliotheken und als Buchgeschenke erworben.
Auch nach 1990 erzielten einige Bücher hohe Verkaufszahlen. Die Neuauflage von Die Stunde der toten Augen stand 1994 einige Wochen an der Spitze der ostdeutschen Spiegel-Bestsellerliste.
Das Neue Deutschland nannte Harry Thürk einen der besten Schriftsteller seines Genres und bescheinigte ihm einen „untrüglichen Realitätssinn“.
Auch die linkssozialistische Zeitschrift RotFuchs würdigte ihn. Im Jahre 1962 bekam er zusammen mit Wolfgang Vulpius den Literatur- und Kunstpreis der Stadt Weimar verliehen.

### Kritiken
Harry Thürk wurde in einigen westlichen Medien kritisiert, meist aber ignoriert. Der Spiegel bezeichnete ihn 1995 wegen seiner Vorliebe für pathetische Stoffe und derb-erotische Formulierungen als „Konsalik des Ostens“ und bescheinigte ihm „pubertären Schwulst und politisches Pathos“. Bis 1990 wurde kein einziges Buch von ihm in der Bundesrepublik verlegt. Auch in vielen Schriftstellerlexika wurde sein Name nicht genannt.
Doch auch mit der DDR-Obrigkeit hatte Harry Thürk in einzelnen Fällen Schwierigkeiten. Seinem Bestseller Die Stunde der toten Augen (1957), der in stark autobiografischer Weise den Kampf einer deutschen Fallschirmjägereinheit gegen die Rote Armee in Ostpreußen Ende 1944 schildert, wurde von einigen SED-Vertretern eine Verharmlosung der Wehrmacht vorgeworfen, was aber keine weiteren Konsequenzen hatte.
Die Veröffentlichung der Trilogie Taifun, die in China in der Zeit vom chinesischen Bürgerkrieg bis zur Kulturrevolution spielt und die Arbeit eines US-amerikanischen Geheimdienstlers beschreibt, der die politische Entwicklung der Volksrepublik China zu beeinflussen sucht, verzögerte sich dagegen bis 1988, da eine solche negative Darstellung des Aufbaus des chinesischen Sozialismus in einer Zeit sich normalisierender Beziehungen zwischen der UdSSR und der VR China nicht mehr erwünscht war. Weitere Bücher, darunter die Dokumentationen Der Reis und das Blut, Midway und Der lange Marsch sowie der Roman Sommer der toten Träume und die Krimireihe Lim Tok, konnten erst nach der Wende erscheinen.

### Filmszenarien
Thürk verfasste sowohl für die DEFA als auch für den Deutschen Fernsehfunk Filmszenarien und Drehbücher, darunter auch Spionage- bzw. Agententhriller mit anti-amerikanischer und anti-bundesrepublikanischer Tendenz. Weitere Produktionen waren:
- Haus im Feuer, DEFA-Spielfilm, Regie Carl Balhaus (Projekt aus politischen Gründen abgebrochen), 1960
- For Eyes Only (Streng geheim), DEFA-Spielfilm, Regie János Veiczi
- Das Mädchen aus dem Dschungel, Fernsehfilm, 3 Teile, Regie Kurt Jung-Alsen, 1964
- Das Tal der sieben Monde, DEFA-Spielfilm, Regie Gottfried Kolditz, 1967
- Die gefrorenen Blitze, DEFA-Spielfilm, 2 Teile, Regie János Veiczi, 1967
- Rendezvous mit Unbekannt, Fernsehserie, Regie János Veiczi, 1969
- Kein Mann für Camp Detrick, DFF-Fernsehfilm, Regie Ingrid Sander, 1970
- Angebot aus Schenectady, DFF-Fernsehfilm, Regie Richard Groschopp, 1971
- Istanbul-Masche, DFF-Fernsehfilm, 1971, Regie Ingrid Sander
- Pygmalion XII, DFF-Fernsehfilm, Regie Ingrid Sander, 1971
- Die blonde Geisha, DFF-Fernsehfilm, Regie Martin Eckermann, 1979
- Radiokiller, DFF-Fernsehfilm, Regie Wolfgang Luderer, 1980
- Irrläufer, DFF-Fernsehfilm, Regie Peter Hagen, 1985

## Auszeichnungen und Ehrungen (Auswahl)
- 1964, 1977: Nationalpreis der DDR
- 1968: 1. Preis des Internationalen Filmfestes der asiatisch/pazifischen Länder
- 1971, 1980: Theodor-Körner-Preis (DDR)

## Schriften (in Auswahl)

### Reportagen/Dokumentationen
- Pearl Harbor – Die Geschichte eines Überfalls, 1965 (Exzerpt)
- Singapore – Der Fall einer Bastion, 1970
- Indonesien ’65 – Anatomie eines Putsches, 1975
- Strasse zur Hölle – Ereignisse, Tatsachen, Zusammenhänge, Militärverlag der DDR, 1976
- Nachts weint die Sampaguita – Kampf und Niederlage der Huk auf den Philippinen, 1980
- Saigon – Über das Ende des amerikanischen Krieges in Indochina, 1985
- Dien Bien Phu – Ereignisse, Tatsachen Zusammenhänge, Militärverlag der DDR, 1988
- Der Reis und das Blut – Kambodscha unter Pol Pot, 1990
- Midway – Die Wende des Pazifik-Krieges 1942, 1991
- April – April! Aufzeichnungen über einen Monat des Jahres 1993, 1993
- Iwo Jima, Insel ohne Wiederkehr – Der Sprung nach Japan, 1996
- Der lange Marsch – Mao-tse Tungs Weg zur Macht, 1998

### Romane
- Die Stunde der toten Augen, 1957
- Das Tal der sieben Monde, 1960
- Der Wind stirbt vor dem Dschungel, Verlag Das Neue Berlin, 1961
- Lotos auf brennenden Teichen, Verlag Das Neue Berlin, 1962
- Die weißen Feuer von Hongkong, Verlag Das Neue Berlin, 1964
- Der Tod und der Regen, Verlag Das Neue Berlin, 1967
- Der Tiger von Shangri-La, Verlag Das Neue Berlin, 1970
- Amok, Verlag Das Neue Berlin, 1974
- Der Gaukler (2 Bände), Verlag Das Neue Berlin, 1978
- Des Drachens grauer Atem, Verlag Das Neue Berlin, 1979
- Der schwarze Monsun, Verlag Das Neue Berlin, 1986
- Operation Mekong, Verlag Das neue Leben Berlin, 1988
- Taifun (3 Bände), Mitteldeutscher Verlag, 1988
- Sommer der toten Träume, Mitteldeutscher Verlag, 1993
- Piratenspiele, Mitteldeutscher Verlag, 1995
- 10 Kriminalromane in der Reihe Delikte-Indizien-Ermittlungen, 1991–2000

### Erzählungen
- Nacht und Morgen, 1950
- Treffpunkt Große Freiheit, 1954
- Goldener Traum Jugend, 1996
- Auch überm Jangtse ist Himmel, 2001

### Kinderbücher
- Fahrten und Abenteuer von Pitt und Ursula, Knabe Verlag Weimar, 1955/56
- Su-su von der Himmelsbrücke, 1960